# Метеорологија
Метеорологија је наука о Земљиној атмосфери и променама на њој. Метеорологија проучава промене временских услова око нас. Спада у групу геофизичких наука. Неке од главних појава које се проучавају су количина и врста падавина, грмљавинске олује, торнада, тропски циклони и тајфуни. Битан утицај времена на људе и људске активности довео је до развоја науке о прогнози времена.
Реч метеорологија потиче од грчке речи „метеорон“ која се односила на све појаве на небу. Занимање човека за време које га окружује постојало је откад и сам човек. Већ у старој Кини, Индији, Египту и Грчкој људи су расправљали о ветровима и падавинама и покушавали да схвате и објасне те временске појаве. Прва књига са описом и тумачењем временских појава је Аристотелова Метеорологика (340. године п. н. е.), а обухватала је све појаве изнад тла. Наредних векова, скоро хиљаду година, метеорологија се није уопште или се врло слабо развијала. Из тог времена постоје ретки записи (анали), углавном црквени, о временским појавама, посебно непогодама.
Почеци метеорологије леже у посматрању тренутног времена и нагађања какво би оно могло бити у врло блиској будућности. Аристотелов наук и његова Метеорологика били су у антици и средњем веку врло цењени и у ствари једини колико-толико научни метеоролошки почеци. Тако је било све док Рене Декарт, Галилео Галилеј и остали нису нагађања почели замењивати инструменталним посматрањима почетком 17. векa. Најосновнији инструменти за спровођење тих посматрања и мерења, барометар, хигрометар и термометар, изумљени су у раздобљу између 1650. и 1750. године. Спајање теорије и експеримента укључивало је и Њутнове законе кретања, експерименте Блеза Паскала, Едмеа Мариота, Роберта Хука, Едмунда Халеја и осталих на хипсометрији (прецизном мерењу надморске висине), затим истраживања Роберта Бојла на гасовима те Халеја, Џорџа Хадлија и Жана ле Рона д'Аламбера о атмосферској циркулацији.
Током следећег века (1750—1850) стандардизовани су термометри, Бенџамин Френклин проучавао је муње и изумео громобран, Џон Далтон поставио је темеље за мерење испаравања и влажности, а Лук Хауард је класификовао облаке. Након 1800. године јавне установе, али и физичке особе почеле су скупљати и пратити временске прилике.
Након што је у Кримском рату (1853—1856) француска флота била тешко оштећена у снажној олуји, земље западне Европе и Северне Америке започеле су озбиљне покушаје скупљања података о времену на много места истовремено помоћу недавно изумљеног телеграфа (1837). Развој поузданих сатова омогућио је сталност и тачност осматрања на ширем подручју. Изумљени су и анемометри, а ускоро је за одржање и очитавање уређаја уведена и електрична струја. С развојем промета, балони, змајеви и авиони ускоро су на својим летовима носили и метеоролошке инструменте кроз тропосферу, најнижи слој Земљине атмосфере, све до стратосфере, идућег слоја атмосфере. Стратосфера је откривена, описана и именована мало након 1900. године. Стална мерења по висини започела су око 1920. године, након што су изумљени радио-уређаји на батерије који су били постављани на балоне. Подаци о стању времена на већим висинама дали су потпунију слику стања атмосфере и бољи увид у појаве на тим висинама, попут млазне струје.
Термодинамика, која се почела развијати средином 19. века, омогућила је велики број нових формула које описују атмосферу и промјене у њој. Од 1850. до 1950. године доминантна грана метеорологије била је синоптичка метеорологија. Око 1920. емпиријска искуства препуштају место физици, а научници Вилхелм Бјеркнесс и његов син Јакоб све те идеје обликовали су у теорију о поларном фронту, укључујући кључне појмове фронта и ваздушних маса.
Модерна динамичка метеорологија рођена је 1948. године, кад је Жил Карно успео редуковати сложене динамичке једначине (које је већ 1904. године поставио Вилхелм Бјеркнесс) на једноставнији, али корисни облик. Истовремени развој дигиталног рачунара осигурао је да Карноова метода решавања једначина има велику практичну корист јер се омогућило да прогнозирање времена буде базирано на решењима динамичких једначина као функција времена.
Од 1948. нагло се развија и радарска технологија па се већ 1950. године радарима могао разликовати састав облака по количини воде у њима и тако детектовати олује, посебно оне грмљавинске. Од средине шездесетих година изумљени су и радари који су Доплеровим ефектом давали информације и о брзини. Након 1960. сателити су почели слати детаљне слике целе Земљине површине.
Астрономија и проучавање метеора као „падајућих звезда” касније се издвојила као посебна научна дисциплина. Наука метеорологија поступно се ограничила на проучавање атмосфере. Многе временске појаве и данас се називају метеорима, попут хидрометеора (текућа или смрзнута вода која пада на тло у облику кише, снега, града, магле.....), литометеора (суве честице прашине, песка или дима), фотометеора (оптичке појаве попут хала, дуге...) и електрометеора (електричне појаве као што су муње, севање, ватра св. Илије...).
Модерна метеорологија првенствено се бави типичним и највидљивијим облицима времена попут грмљавинских олуја, тропских циклона, торнада, фронтова. Метеорологија се најчешће описује као физика атмосфере јер у модерној метеорологији физика има огроман значај.

## Данашња метеорологија
С развитком метеорологије отворила се и могућност њеног искоришћавања у свакодневном животу за потребе човека. То је подстакло организацију и настанак првих метеоролошких служби, али и развило сазнања о великој важности међународне сарадње. Људи су брзо схватили да време и метеоролошка збивања не познају државне границе и да прелазе границе континената.
Међународна повезаност у метеорологији утемељена је на 1. међународном конгресу метеоролога у Бечу, 1873. године, гдје је основана Међународна метеоролошка организација (International Meteorological Organization – IMO). Та организација је 1951. године прерасла у Светску метеоролошку организацију (World Meteorological Organization – WMO, посебну агенцију Уједињених нација. 1. септембра 1993. WMO је обухватао 167 држава и 5 територија чланица, укључујући и Србију. Задатак Светске метеоролошке организације (WMO) је да је учествује у организацији мреже метеоролошких станица на којима ће се мерити и посматрати метеоролошки елементи и појаве на јединствен начин, учествовати у организовању система брзе размене метеоролошких извештаја, организовати научна истраживања и помагати примени метеорологије у свим људским делатностима.
Метеорологија као наука и даље се развија. Од велике помоћи је и нагла компјутеризација и аутоматизација, поготово у искориштавању огромног броја осматрања која се дневно обављају традиционалним, али и новим инструментима. Нпр. развој Доплер радара кључан је за правовремена и што тачнија упозорења на надолазећи торнадо или друге локалне временске догађаје који представљају опасност људима и имовини. Нови супермоћни компјутери једини могу у врло кратком времену обрадити мноштво информација које сваког тренутка стижу са свих страна света, а то је кључно за правовремено и тачно решавање сложених једначина које описују и предвиђају стање атмосфере.
Одређен број свих тих информација шири се светом посредством Глобалног телекомуникационог система Светске метеоролошке организације (WMO), али добар део се не шаље у јавност због комерцијалног интереса, националне сигурности и логистике неких земаља. Из тог разлога делом света постоји неколико средишта која помоћу брзих и моћних рачунара и рачунарских модела изводе симулације времена у будућности темељене на досадашњим опажањима. Једно од тих средишта је и Европски центар за средњорочну прогнозу времена (ECMWF) у Бракнелу у Енглеској.
Врло битан део метеорологије су метеоролошка осматрања и мерења. Она се врше на многе начине, најчешће у метеоролошким станицама, а од велике важности у новије време су радио, радар и сателити. Рачунарска технологија успешно се и увелико користи, укључујући нумеричке моделе, интерактивну анализу података и њихово потпуно разумевање.
Метеорологија делује у вези с многим гранама науке које се баве човековом околином. Неке од важнијих су аеронаутика, пољопривреда, архитектура, екологија, производња енергије, шумарство, хидрологија, медицина и океанографија. Многе од наведених наука увелико зависе од учинка времена на одређеном месту, али хидрологија и океанографија нпр. утичу и повратно на метеорологију јер својим учинцима мењају и атмосферске услове на Земљиној површини.

## Подела метеорологије
(Бранко Гело: Општа и саобраћајна метеорологија)
Развитак метеорологије узроковао је и њену поделу. Општа метеорологија се бави проучавањем свих метеоролошких елемената и појава као и основних процеса у главним цртама, укључујући методе метеоролошких осматрања и метеоролошке инструменте. Динамичка метеорологија проучава динамику атмосфере. Процесе у атмосфери објашњава законима физике помоћу математике. Синоптичка метеорологија проучава временске прилике изнад великих географских подручја, примењујући географске карте на којима су метеоролошка мотрења уцртана за примену у временској анализи и прогнози, за једно мјесто или подручје, за краће или дуље раздобље. Климатологија проучава средње стање атмосфере у времену и простору, као одраз понашања времена у вишегодишњем раздобљу. Аерологија проучава слободну атмосферу и њено усправно протезање до већих висина, приближно до 40 km. Аерономија проучава горњу атмосферу у односу према саставу, својствима и кретањима те зрачењима примљеним из свемира. Микрометеорологија проучава метеоролошке услове малих размјера, садржи детаљнија мерења близу Земљине површине у кратком раздобљу и на малом подручју. Физичка метеорологија проучава физичка својства и процесе атмосфере као састав ваздуха и облака, зрачења, акустику, оптику и електрицитет атмосфере.
Према подручјима практичне примене резултата метеоролошких истраживања, постоји више метеоролошких дисциплина: Авио метеорологија доприноси обавештењима о времену службе авио пловидбе за потребе ваздушног саобраћаја и авионске технике. Поморска метеорологија (која укључује и речну) доприноси обавештењима о времену службе разних поморских делатности за потребе поморског и речног саобраћаја. Метеорологија копненог саобраћаја од помоћи је службама копненог саобраћаја (путеви, железнице, унутрашњи саобраћај). Техничка метеорологија помаже службама техничких грана, за практичну примену метеорологије у телекомуникацијском промету, електропривреди, урбанизму, грађевинарству (бране, цевоводи, жичаре), туризму и другом. Агрометеорологија проучава међуделовање метеоролошких и хидролошких чинилаца и пољопривреде у најширем смислу, укључујући вртларство, домаће животиње и шуме. Биометеорологија проучава утицаје временских процеса на живе организме. Хумана метеорологија проучава утицаје времена на живот и здравље људи. Еколошка метеорологија је део биометеорологије која проучава однос између живих организама и њиховог климатског окружења.